# NGC 6255
NGC 6255 é uma galáxia espiral barrada (SBc) localizada na direcção da constelação de Hercules. Possui uma declinação de +36° 30' 06" e uma ascensão recta de 16 horas, 54 minutos e 47,4 segundos.
A galáxia NGC 6255 foi descoberta em 16 de Maio de 1787 por William Herschel.